# MacPro
En MacPro en stationær hjemmecomputer som er udviklet af det amerikanske firma Apple Inc.
| Hardware | Spire Denne artikel om computere og anden hardware er en spire som bør udbygges. Du er velkommen til at hjælpe Wikipedia ved at udvide den. |